# Захоплення Маската (1552)
Захоплення Маската — захоплення в 1552 році османським флотом під командуванням Пірі-реїса міста Маскат, столиці сучасного Оману, що на той момент перебувало під португальським контролем, під час якого османський флот напав на Старий Маскат, захопив і пограбував місто. Ці події відбулися після важливої поразки османсько-гуджаратської армії у другій облозі Діу в 1546 році, яка зупинила османські спроби похитнути португальські позиції в Індії, а також успішного захоплення Адена в 1548 році османським флотом на чолі з Пірі-реїсом, що дозволило османам протистояти португальцям у північно-західній частині країни Індійського океану.

## Передумови
Місто Маскат перебувало в складі Королівства Ормуз до 1507 року, коли португальський флот під командуванням Афонсу де Албукеркі напав на місто та обстріляв його, а незабаром повернувся, щоб остаточно його захопити.
Османи намагалися боротись з португальською присутністю на Аравійському півострові і в 1546 році чотири османські кораблі обстріляли португальські укріплення в Маскаті, проте на його захоплення не пішли.

## Битва

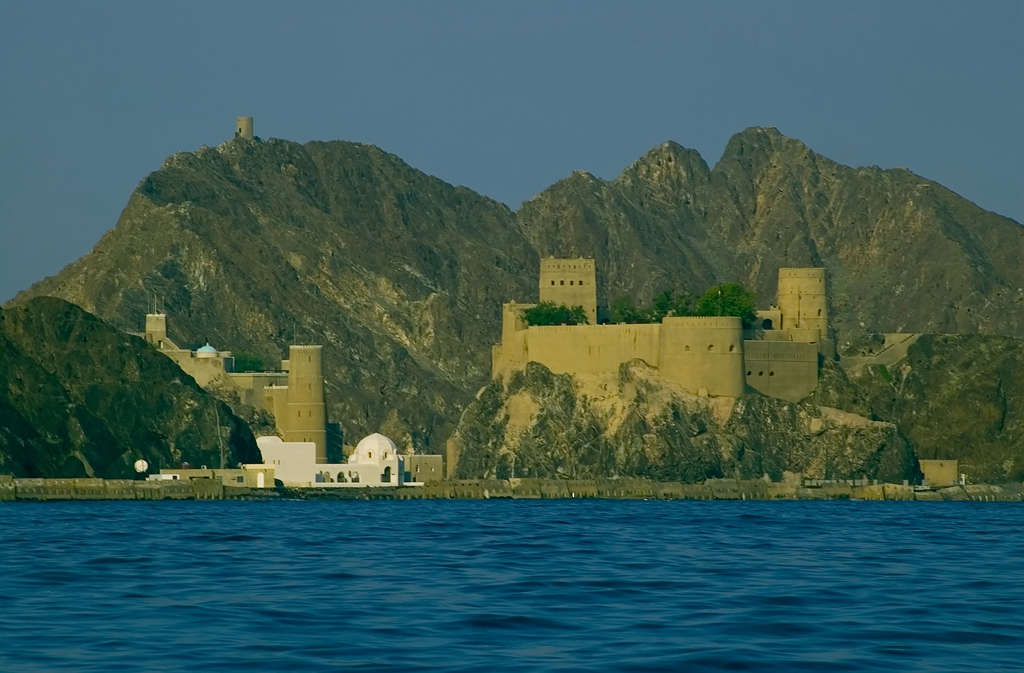
Форт Аль-Мірані, Маскат

У 1552 році Маскат знову зазнав нападу османів в рамках більш широкого османсько-португальського конфлікту, що точився за володіння Перською затокою та контролем над Індійським океаном.
Османи атакували Маскат великим флотом, який очолювали адмірали Пірі-реїс та Сейді Алі-реїс. Кінцевою метою османського флоту було захоплення островів Ормуз і Бахрейн, що дозволило б османам заблокувати португальцям доступ до Перської затоки і таким чином відновити османський контроль над торгівлею в цій частині Індійського океану.

Османські сили складалися з 4 галеонів, 25 галер і загону з 850 військових (натомість за даними Діого ду Куту, османи мали 25 галер і 1200 військових). Нещодавно збудований португальцями форт Аль-Мірані протримався в облозі протягом 18 днів, поки османам не вдалось доставити частину своєї артилерії на вершину хребта, що домінував над фортом. Не маючи достатніх запасів їжі та води, португальський гарнізон з 60 солдатів та його командир Жуан де Лісабон погодилися здатися і були взяті в полон. Османи захопили португальський форт, після чого зруйнували його укріплення.

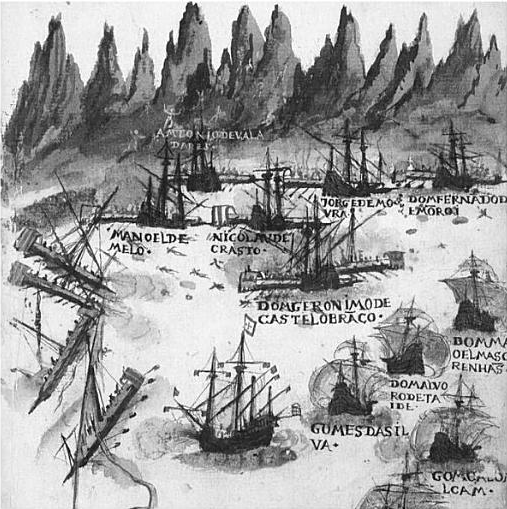
Сейді Алі-реїс і його галери потрапили в засідку португальськими військами під час спроби повернути свій флот з Басри до Суеца в серпні 1554 року.

Після зруйнування форту османський флот полишив місто, не залишивши в ньому своєї залоги. Хоча кінцевої мети по захопленню Ормуза не було досягнуто, османам вдалося взяти під свій контроль узбережжя Ємену, Адена та Аравії аж на північ до Басри, щоб полегшити свою торгівлю з Індією та заблокувати португальців від нападу на Хіджаз.

## Наслідки
Османи знову напали на португальські володіння на узбережжі Індії в 1553 році, здійснивши набіг на узбережжя перлового промислу в Південній Індії навколо Тутікоріна. Їм допомагали мусульмани мараккар з Малабара за мовчазної згоди Віттули Наяка з Мадурая. 52 португальці були захоплені в полон у Пунайкаялі, а церкви міста спалені. Однак у 1553 році османи зазнали невдачі в битві проти португальського флоту в морі поблизу Аль-Фахла.
Сейді Алі-реїс і його галери були атаковані з засідки португальськими військами, коли він намагався повернути свій флот з Басри в Суец у серпні 1554 року.
Флотилія в складі трьох османських галер ще раз захопить Маскат у 1581 році, перед тим дозволивши населенню втекти з міста, але у 1588 році португальцям знову вдалось повернути Маскат під свій контроль.